# Richard Neutra

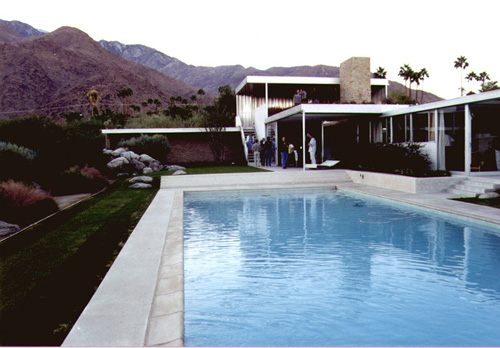
Biệt thực Kaufman, Palm Springs, California

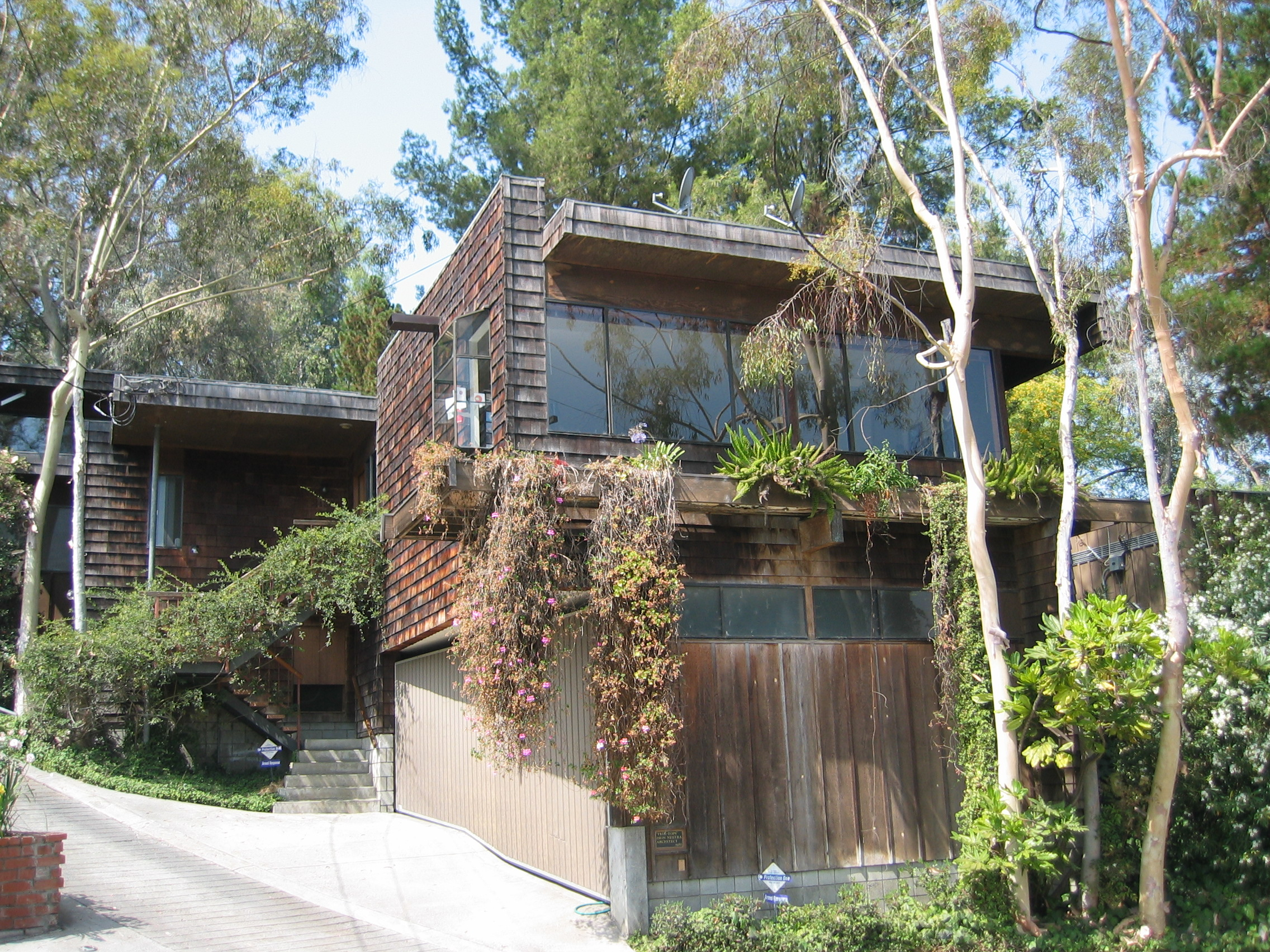
Biệt thự "Ngọn cây"

Richard Joseph Neutra (8 tháng 4 năm 1892 tại thủ đô Viên của Áo – 16 tháng 4 năm 1970) được xem như một trong số các kiến trúc sư quan trọng nhất của Kiến trúc hiện đại.
Ông là học trò của Adolf Loos, chịu ảnh hưởng của Otto Wagner, hai kiến trúc sư lớn của Áo thời điểm đó và có làm việc một thời gian tại Đức. Năm 1923, Neutra di cư sang Mỹ và nhập quốc tịch năm 1929. Ông làm việc một thời gian ngắn cho Frank Lloyd Wright nhưng đã dừng chân tại California, làm việc với Rudolf Schindler, một người bạn thân của ông từ lúc học đại học tại Wien. Sau đó, ông mở văn phòng kiến trúc của riêng mình cùng với vợ, bà Dione.
Neutra nổi tiếng vì sự quan tâm đặc biệt đến nhu cầu của khách hàng, bất kể là ông xây dựng một căn nhà nhỏ hay một dinh thự lớn. Điều này tương phản với một số kiến trúc sư nổi tiếng khác, những người thường hay áp đặt quan điểm thẩm mỹ của mình xuống khách hàng. Ông đôi khi sử dụng một bảng câu hỏi chi tiết để biết được chính xác nhu cầu của khách hàng, đến mức khiến họ kinh ngạc. Kiến trúc nhà ở của ông là một sự kết hợp giữa nghệ thuật, kiến trúc phong cảnh và sự thoải mái thuận tiện.
Ông mất ở Wuppertal, Đức, hiện nay con trai của Neutra là Dion vẫn tiếp tục điều hành hãng kiến trúc Richard và Dion Neutra ở Los Angeles, Mỹ.